# Bistum Kabgayi
Das Bistum Kabgayi (lat.: Dioecesis Kabgayensis) ist eine in Ruanda gelegene römisch-katholische Diözese mit Sitz in Kabgayi. Es umfasst die Distrikte Kamonyi, Muhanga und Ruhango der Südprovinz.

## Geschichte
Papst Pius XI. gründete das Apostolische Vikariat Ruanda am 25. April 1922 aus Gebietsabtretungen des Apostolischen Vikariats Kivu. Am 14. Februar 1952 nahm es den Namen, Apostolisches Vikariat Kabgayi, an. 
Am 10. November 1959 erließ Papst Johannes XXIII. die Apostolischen Konstitution Cum parvulum, mit der er die Jurisdiktionen im damaligen Belgisch-Kongo im Blick auf die bevorstehende Unabhängigkeit der Kolonie neu ordnete, ebenso im belgischen Treuhandgebiet Ruanda-Urundi. Dabei wurde unter anderem das Apostolische Vikariat Kabgayi zum Erzbistum erhoben. Am 10. April 1976 wurde das Erzbistum Kabgayi mit der Bulle Cum Venerabiles zu einer Suffragandiözese des neuerrichteten Erzbistums Kigali herabgestuft.
Teile seines Territoriums verlor es zugunsten der Errichtung folgender Bistümer:
- 14. Februar 1952 an das Apostolische Vikariat Nyundo;
- 20. Dezember 1960 an das Bistum Ruhengeri;
- 11. September 1961 an das Bistum Astrida;
- 5. September 1968 an das Bistum Kibungo;
- 10. April 1976 an das Erzbistum Kigali;
- 5. November 1981 an das Bistum Byumba.

## Ordinarien

### Apostolische Vikare von Ruanda
- Léon-Paul Classe MAfr (1922–1945)
- Laurent-François Déprimoz MAfr (1945–1952)

### Apostolische Vikare von Kabgayi
- Laurent-François Déprimoz MAfr (1952–1955)
- André Perraudin MAfr (1955–1959)

### Erzbischof von Kabgayi
- André Perraudin MAfr (1959–1976)

### Bischöfe von Kabgayi
- André Perraudin MAfr (1976–1989)
- Thaddée Nsengiyumva (1989–1994)
- Anastase Mutabazi (1996–2004)
- Smaragde Mbonyintege (2006–2023)
- Balthazar Ntivuguruzwa (seit 2023)

## Statistik
| Jahr | Bevölkerung | Bevölkerung | Bevölkerung | Priester     | Priester         | Priester       | Priester               | Ständige Diakone | Ordensleute  | Ordensleute      | Pfarreien |
| Jahr | Katholiken  | Einwohner   | %           | Gesamtanzahl | Diözesanpriester | Ordenspriester | Katholiken je Priester | Ständige Diakone | Ordensbrüder | Ordensschwestern | Pfarreien |
| ---- | ----------- | ----------- | ----------- | ------------ | ---------------- | -------------- | ---------------------- | ---------------- | ------------ | ---------------- | --------- |
| 1949 | 331.144     | 1.356.291   | 24,4        | 169          | 81               | 88             | 1.959                  |                  | 72           | 234              | 43        |
| 1970 | 320.407     | 721.860     | 44,4        | 105          | 55               | 50             | 3.051                  |                  | 149          | 148              | 85        |
| 1980 | 276.181     | 562.000     | 49,1        | 36           | 19               | 17             | 7.671                  |                  | 40           | 74               | 15        |
| 1990 | 397.341     | 699.466     | 56,8        | 65           | 49               | 16             | 6.112                  |                  | 55           | 102              | 17        |
| 2000 | 471.804     | 799.748     | 59,0        | 87           | 83               | 4              | 5.423                  |                  | 25           | 178              | 21        |
| 2006 | 596.596     | 969.668     | 61,5        | 85           | 70               | 15             | 7.018                  |                  | 58           | 258              | 24        |
| 2016 | 639.862     | 1.027.295   | 62,3        | 93           | 81               | 12             | 6.880                  |                  | 69           | 171              | 27        |